# Timothy Price
Timothy Price –conocido como Tim Price– (Christchurch, 3 de abril de 1979) es un jinete neozelandés que compite en la modalidad de concurso completo. Está casado con la jinete Jonelle Richards.
Ganó dos medallas de bronce en el Campeonato Mundial de Concurso Completo de 2022, en las pruebas individual y por equipos.
Participó en dos Juegos Olímpicos de Verano, ocupando el cuarto lugar en Río de Janeiro 2016 y el quinto en Tokio 2020, en la prueba por equipos.

## Palmarés internacional
| Campeonato Mundial | Campeonato Mundial          | Campeonato Mundial | Campeonato Mundial |
| Año                | Lugar                       | Medalla            | Categoría          |
| ------------------ | --------------------------- | ------------------ | ------------------ |
| 2022               | Pratoni del Vivaro (Italia) | Medalla de bronce  | Individual         |
| 2022               | Pratoni del Vivaro (Italia) | Medalla de bronce  | Por equipos        |